# Œuf de Colomb

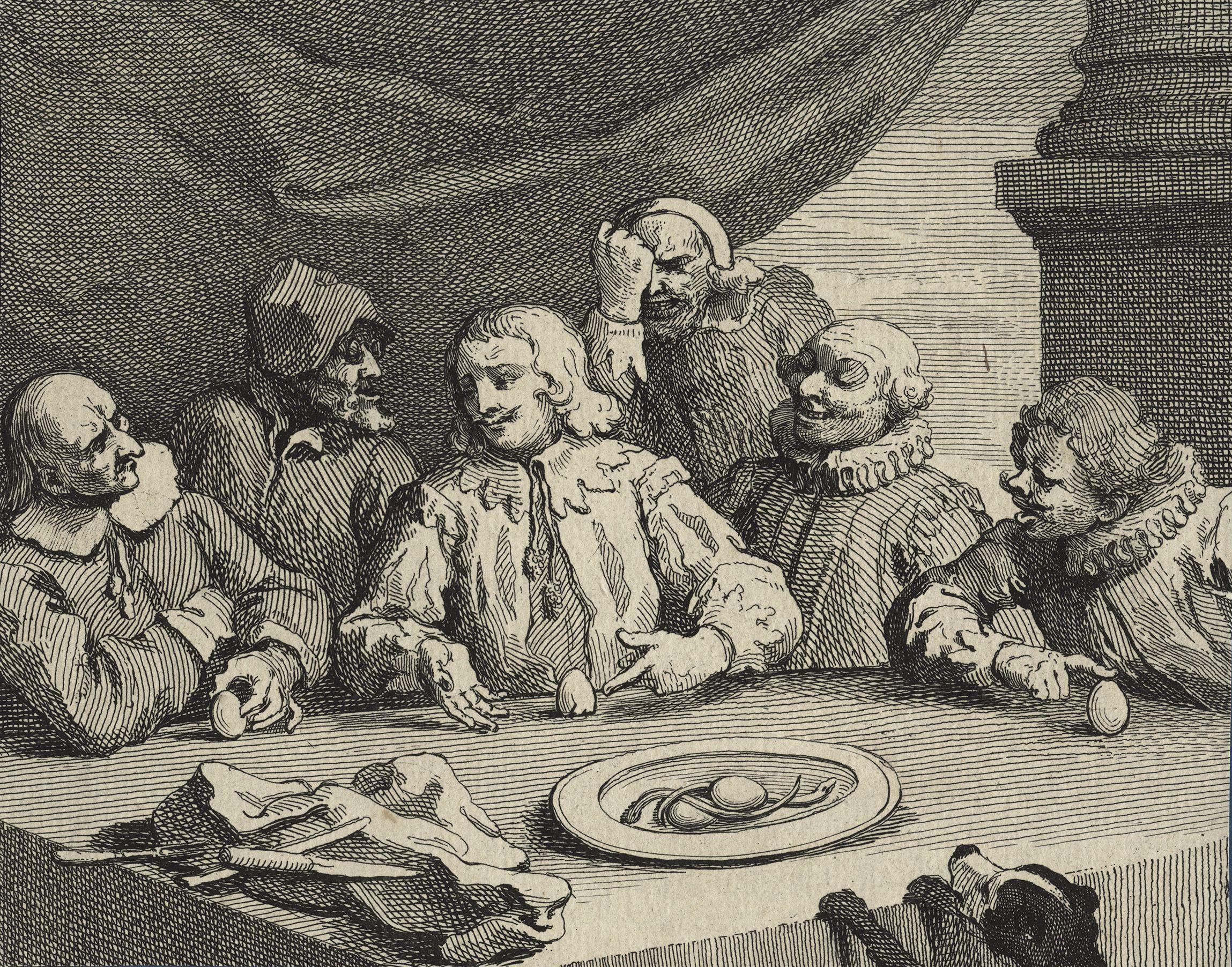
Représentation de l'anecdote d'après William Hogarth.

L'expression « œuf de Colomb » est utilisée pour qualifier une idée simple mais ingénieuse.
Elle provient d'une anecdote. Lors d'un repas en présence du navigateur Christophe Colomb, un invité aurait voulu minimiser l'importance de la découverte de la nouvelle route supposée vers les Indes en disant : « Il suffisait d'y penser ». Pour répondre à cette provocation, l'explorateur aurait proposé un défi à ses convives. Il leur aurait demandé de faire tenir debout un œuf dur dans sa coquille. Personne n'y aurait réussi, sauf Christophe Colomb, qui aurait écrasé simplement l'extrémité de l'œuf et se serait écrié : « Il suffisait d'y penser ! »
La philosophie de Emmanuel Kant fait référence à cette anecdote dans le paragraphe 43 de la Critique de la faculté de juger.
Alphonse de Lamartine situe l'anecdote après le premier voyage de Colomb ; Jules Verne, après le second. 
Selon Voltaire, « ce conte est rapporté du Brunelleschi [...] longtemps avant que Colombo existât » ; c'est aussi l'avis de Roselly de Lorgues qui  qualifie l'anecdote de « conte stupide » d'une « énorme invraisemblance ».